# Emmanuel Okwi
Emmanuel Arnold Okwi (ur. 25 grudnia 1992 w Kampali)  – ugandyjski piłkarz grający na pozycji napastnika w klubie Erbil SC i reprezentacji Ugandy. Rekordzista pod względem liczby goli w barwach narodowych.

## Kariera klubowa
Okwi jest wychowankiem Villa SC. W 2010 roku wyjechał do Tanzanii. Przez 3 lata występował w Simba SC. Z klubem zdobył Ligi kuu Bara w sezonie 2011/12. W 2013 roku przeniósł się do Étoile Sahel.
W drużynie nie sprawdził się, więc powrócił do Tanzanii. Występował w Young Africans SC. W sezonie 2014/15 ponownie grał w Simba SC. Kluby te toczyły wówczas ze sobą spór o ważność kontraktu zawodnika.
Następnie przeniósł się do norweskiego SønderjyskE. Po dwóch latach powrócił do Ugandy i zagrał w swoim pierwszym zespole – Villa SC. Jeszcze w tym samym roku po raz trzeci w karierze zagrał w Simba. Pobyt ten był dla niego niezwykle udany. Klub dwukrotnie sięgnął po Mistrzostwo Tanzanii. W sezonie 2017/18 Okwi z 20 golami został króle strzelców ligi.
W 2019 roku przeniósł się do Al-Ittihad Aleksandria. W sezonie 2021/2022 grał w rwandyjskim SC Kiyovu Sport. Latem 2022 przeszedł do irackiego Al-Zawraa, a w 2023 do Erbil SC.

## Kariera reprezentacyjna
W reprezentacji Ugandy zadebiutował 7 marca 2009 roku w meczu z Sudanem. Pierwszym małym turniejem, na który pojechał był Puchar CECAFA w 2009 roku. Tam też zdobył swojego pierwszego gola w barwach narodowych. Uczynił to w wygranym finałowym meczu z Rwandą. Od momentu debiutu regularnie występował w meczach reprezentacji. W 2019 roku został powołany na Puchar Narodów Afryki. Tam zdobył dwie bramki (Z Demokratyczną Republiką Konga oraz Zimbabwe). 
Aktualnie jest rekordzistą pod względem liczby goli w reprezentacji Ugandy.

## Sukcesy

### Simba SC
- Ligi kuu Bara: 2011/12, 2017/18, 2018/19

### Reprezentacyjne
- Puchar CECAFA: 2009, 2011, 2012

### Indywidualne
- Król strzelców Ligi kuu Bara: 2017/18